# Хассинк, Ян
Ян Хендрик Хассинк (нидерл. Jan Hendrik Hassink; 6 апреля 1902, Меппел — 27 июля 1927, Эйндховен) — нидерландский футболист, защитник. В 1923 году начал выступать в составе амстердамского «Аякса». За два сезона отыграл за амстердамцев 21 матч. В 1925 году, Ян покинул «Аякс» и перешёл в ПСВ из Эйндховена, который на тот момент выступал во втором классе нидерландского футбола, Хассинк также получил работу в компании Philips. Ян стал первым игроком, который перешёл из «Аякса» в стан ПСВ.
Спустя год, 18 апреля 1926 года, Ян дебютировал в составе сборной Нидерландов в матче против Германии, в той игре Хассинк был единственным представителем ПСВ. Матч завершился гостевым поражением нидерландцев со счётом 4:2, в составе проигравших голами отметились Вим Тап и Терюс Кюхлин. Всего за сборную Ян отыграл два матча. За ПСВ, в том сезоне Хассинк провёл 14 матчей и забил 3 гола.
Ян погиб 27 июля 1927 года в Эйндховен, попав в аварию на своём мотоцикле. После смерти Хассинка, место Яна в обороне ПСВ занял молодой защитник Тео Херменс.

## Статистика

### Матчи Хассинка за сборную Нидерландов
| Матчи Хассинка за сборную Нидерландов | Матчи Хассинка за сборную Нидерландов | Матчи Хассинка за сборную Нидерландов | Матчи Хассинка за сборную Нидерландов | Матчи Хассинка за сборную Нидерландов | Матчи Хассинка за сборную Нидерландов |
| ------------------------------------- | ------------------------------------- | ------------------------------------- | ------------------------------------- | ------------------------------------- | ------------------------------------- |
| №                                     | Дата                                  | Соперник                              | Счёт                                  | Голы Хассинка                         | Соревнование                          |
| 1                                     | 18 апреля 1926                        | Германия                              | 2:4                                   | —                                     | Товарищеский матч                     |
| 2                                     | 2 мая 1926                            | Бельгия                               | 1:5                                   | —                                     | Товарищеский матч                     |

Итого: 2 матча / 0 голов; 0 побед, 0 ничьих, 2 поражения.